# Notocrinus
Notocrinus is een geslacht van haarsterren, en het typegeslacht van de familie Notocrinidae.

## Soorten
- Notocrinus mortenseni John, 1938
- Notocrinus virilis Mortensen, 1917